# Silluvia petrovitzi
Silluvia petrovitzi är en skalbaggsart som beskrevs av Zdzisława Stebnicka 1977. Silluvia petrovitzi ingår i släktet Silluvia och familjen Aegialiidae. Inga underarter finns listade i Catalogue of Life.